# Flugplatz Saratow-Dubki

i7
i11
i13
Der Flugplatz Saratow-Dubki (russisch Аэродром Саратов–Дубки, (ICAO-Code: UWSZ)) ist ein öffentlicher Flugsportplatz etwa 13 Kilometer nördlich der Stadt Saratow. Ein bekannter Absolvent der Flugschule am Flugplatz war auch Juri Gagarin.